# A Delayed Reformation
A Delayed Reformation è un cortometraggio muto del 1915 scritto e diretto da Shannon Fife.

## Produzione
Il film fu prodotto dalla Lubin Manufacturing Company.

## Distribuzione
Distribuito dalla General Film Company, il film - un cortometraggio in due bobine - uscì nelle sale USA il 22 aprile 1915.